# IC 2355
IC 2355 је двојна звијезда у сазвјежђу Рак која се налази на листи објеката дубоког неба у Индекс каталогу.
Деклинација објекта је + 20° 27' 43" а ректасцензија 8h 24m 51,7s.